# أوبرفينينغن
أوبرفينينغن (بالألمانية: Oberweningen) هي بلدية سويسرية تتبع لمقاطعة ديلسدورف في كانتون زيورخ. تبلغ مساحتها 4.86 كيلومتر مربع، ويقدر عدد سكانها بـ 1802 نسمة (حسب تعداد ديسمبر 2017).